# Brigitte Kirsche

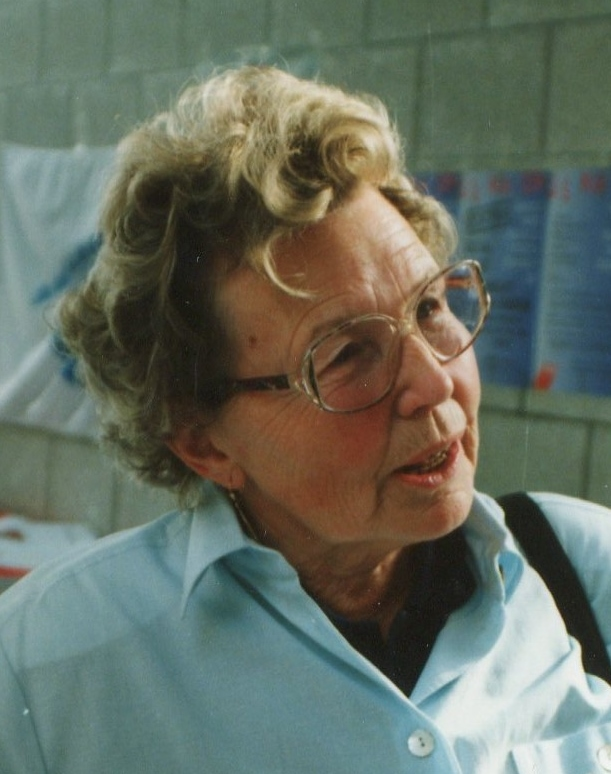
Brigitte Kirsche um 1990

Brigitte Kirsche (* 31. März 1923 in Stettin; † 8. Juli 2017) war eine deutsche Filmeditorin. Sie wurde vor allem bekannt durch ihre langjährige Zusammenarbeit mit dem Filmregisseur Eberhard Fechner, für dessen Dokumentarfilme sie neue Montage-Stilmittel einsetzte.

## Leben und Wirken
Nach einer Fotolehre während des Krieges arbeitete Brigitte Kirsche zunächst im Kopierwerk Afifa in Berlin und im Bereich Schneideraum der UFA. Dort lernte sie den Schnitt von Lehrfilmen kennen. Nach dem Krieg arbeitete sie im Synchron-Schnitt bei den Defa-Studios und bei Wenzel-Lüdecke. 1965 wechselte sie zum NDR-Fernsehen nach Hamburg. Sie schnitt kleine Beiträge für das Regionalprogramm ebenso wie Dokumentarfilme und Spielfilme. Als Nachfolgerin von Luise Dreyer-Sachsenberg wurde sie Chefcutterin des NDR-Fernsehens. In dieser Eigenschaft setzte sie sich besonders für die Aus- und Weiterbildung angehender Filmeditorinnen ein. Auch mancher Redakteur und Regie-Anfänger erlernte bei ihr die Kunst der Filmmontage.
Brigitte Kirsche arbeitete zunehmend mit bekannten Redakteuren und Regisseuren, so mit Joachim Fest (Der Architekt), Dieter Wedel (Alle Jahre wieder – die Familie Semmeling), (Gedenktag), und Dieter Meichsner (Der große Tag der Berta Laube). 1966 begann ihre Zusammenarbeit mit dem Regisseur und Schauspieler Eberhard Fechner. Es entstanden unter anderem thematisch anspruchsvolle Dokumentarfilme. Am bekanntesten wurden Nachrede auf Klara Heydebreck, Die Comedian Harmonists – Sechs Lebensläufe, und Der Prozess – Eine Darstellung des Majdanek-Verfahrens in Düsseldorf. Zusammen mit Eberhard Fechner entwickelte sie einen neuen Montagestil, der die besondere Erzählweise dieser Filme unterstützte. Der Stil habe »Fernsehgeschichte« geschrieben und gelte vielen Kollegen als Vorbild: »Durch den dialektisch montierenden Schnitt hielten Tempo, Unmittelbarkeit und Poesie Einzug in den Dokumentarfilm«, heißt es im Begleittext zu einer Hommage für Kirsche im Rahmen des Festivals Filmplus in Köln, 2003.
Neben ihrer Tätigkeit als Filmeditorin wirkte Brigitte Kirsche bei einigen Filmprojekten als dramaturgische Beraterin und Drehbuchautorin mit. Außerdem wurde sie nach ihrer Pensionierung im Jahre 1983 zur Lehrbeauftragten beim Aufbaustudiengang Film an der Universität Hamburg berufen und später auch Dozentin an der Internationalen Filmschule in Köln.
2003 wurde Brigitte Kirsche von Sara Fruchtmann und Konstanze Radziwill porträtiert in dem 45-minütigen Dokumentarfilm Schnitt – der Regisseur und die Cutterin. Der Film verdeutlicht die kreative Zusammenarbeit Kirsches mit Eberhard Fechner. Interviews mit den Regisseuren Horst Königstein, Heinrich Breloer und Dieter Wedel in diesem Beitrag belegen, wie sehr ihre Montagekunst Schule gemacht hat.
Kirsche war Ehrenmitglied im Bundesverband Filmschnitt Editor e.V. (BFS).

## Filmografie (Auswahl)
- 1967: Selbstbedienung (TV-Spielfilm) – Regie: Eberhard Fechner
- 1968: Vier Stunden von Elbe 1 (TV-Spielfilm) – Regie: Eberhard Fechner
- 1969: Der große Tag der Berta Laube – Regie: Dieter Meichsner
- 1969: Damenquartett (TV-Spielfilm) – Regie: Eberhard Fechner
- 1969: Der Architekt (TV-Dokumentarfilm) – Regie: Joachim Fest
- 1969: Nachrede auf Klara Heydebreck (TV-Dokumentarfilm) – Regie: Eberhard Fechner
- 1970: Gedenktag (TV-Spielfilm) – Regie: Dieter Wedel
- 1971: Klassenfoto (TV-Dokumentarfilm) – Regie: Eberhard Fechner
- 1976: Alle Jahre wieder – Die Familie Semmeling (3-teiliger TV-Spielfilm) – Regie: Dieter Wedel
- 1976: Die Comedian Harmonists – Sechs Lebensläufe (2-teiliger TV-Dokumentarfilm) – Regie: Eberhard Fechner
- 1984: Im Damenstift (TV-Dokumentarfilm) – Regie: Eberhard Fechner
- 1984: Der Prozess – Eine Darstellung des Majdanek-Verfahrens in Düsseldorf (3-teiliger TV-Dokumentarfilm)  – Regie: Eberhard Fechner
- 1994: Befreiung aus der Rosenstraße (Dokumentarfilm) – Regie: Michael Muschner
- 1998: Härtetest (Kinospielfilm) – Regie: Janek Rieke
- 2006: Brigade des Friedens – Als unbewaffnete Leibwächter in Kolumbien und Mexiko unterwegs – Regie: Rasmus Gerlach